# Mansa Konko
Mansa Konko  este un oraș  în  provincia Lower River, Gambia. Este reședinta diviziunii Lower River.